# Clidemia globuliflora
Clidemia globuliflora är en tvåhjärtbladig växtart som först beskrevs av Célestin Alfred Cogniaux, och fick sitt nu gällande namn av Louis Otho Otto Williams. Clidemia globuliflora ingår i släktet Clidemia och familjen Melastomataceae. Inga underarter finns listade i Catalogue of Life.